# Fleinheimer Bach
Der Fleinheimer Bach, im Oberlauf auch Eschteichgraben oder Esch genannt, ist ein rechter Nebenfluss der Egau.

## Geographie

### Verlauf
Der Fleinheimer Bach entspringt als Esch oder Eschenteichgraben im sogenannten Eschental westlich von Fleinheim. Die fast ganzjährig schüttende Karstquelle ist unter dem Namen Eschbrunnen als Waldbiotop eingetragen und als Eschquelle ein flächenhaftes Naturdenkmal.
Nach der Quelle fließt der Bach etwa ostwärts in einem Graben durch das circa 1,2 km lange Eschental bis nach Fleinheim und vereint sich am anderen Ortsende mit dem von links und Nordwesten kommenden, vergleichbar langem Höllbrunnengraben. Im weiteren Verlauf in östliche bis südöstliche Richtungen nimmt der Fleinheimer Bach noch den rechten Griesgraben, gleich danach von derselben Seite den Rosenhäulegraben und am Ortsanfang von Dischingen ebenfalls von rechts den Zwinkentalgraben auf, die nunmehr alle deutlich kürzer sind als der Fleinheimer Bach an ihren jeweiligen Mündungsorten.

### Einzugsgebiet
Das Einzugsgebiet ist an der Oberfläche 19,2 km² groß, es liegt naturräumlich gesehen auf dem Südlichen Härtsfeld.

### Zuflüsse
- Höllbrunnengraben, von links am Rand von Fleinheim.[1] Bis hier wird der Fleinheimer Bach auch Esch oder Eschteichgraben genannt.
- Griesgraben (rechts)[1]
- Rosenhäulegraben (rechts)[1]
- Zwinkentalgraben (rechts)[1]